# Андреа (певица)
Теодора Руменова Андреева (болг. Теодора Руменова Андреева), более известная как Андреа (болг. Андреа); род. 21 января, 1987, София, Народная Республика Болгария) — болгарская певица в стиле поп-фолк, электронной и поп-музыки.

## Биография
Теодора родилась и выросла в городе София. В совсем раннем детстве начала заниматься разными видами искусства — музыкой, живописью, балетом. Её семья глубоко связана с музыкальным творчеством. Её бабушка Тодорка Ахтарова являлась танцовщицей и ассистентом режиссёра в Национальном театре «Иван Вазов». Её двоюродный брат композитор Борис Карадимчев. Её прабабушка бывшая скрипачка, прадед Михаил Ахтаров — бывший дирижёр хора «Кавал». Другая её прабабушка была солисткой в театре «Ренессанс» (с Мими Балканской), Иван Вазов был впечатлен её выступлениями.
Андреа поёт с детских лет, брала уроки в музыкальной школе и играла на фортепиано у тёти, которая являлась оперной певицей и солисткой бывшего оперного театра города Враца. Училась играть на гитаре у своего деда, который передал все свои хиты и городские песни, которые он знает. Все это сочетается со школой классического балета, где Андреа танцевала ещё с 4 лет. Одной из самых больших страстей Андреа была живопись, которой занималась с 13-ти лет в специализированных школах. Впоследствии вместо в художественную гимназию, поступила в английскую школу и рассталась с мечтой об изобразительном искусстве. Во время своего обучения в Первой частной школе английского языка «Уильяма Шекспира» она записывается в народном хоре госпожи Балтаковой. Она поет в хоре около 2-х лет, выигрывает множество наград. В 16 лет она начинает серьёзно заниматься музыкой: уроки пения и музыкальной теории. Завершила своё среднее образование в школе английского языка «Уильяма Шекспира», с 11-летнего возраста изучала немецкий язык в курсе Гёте-института.

## Карьера

### 2006—2009 гг.: начало карьеры
В 2006 году Андреа начала карьеру с дебютной песни Като непознат (рус. Как странница). В том же году выпускается клип на песню Не съм такава (рус. Я не такая).
В 2007 году Андреа выпускает клип на песню Хладна нежност (рус. Прохладная нежность), в котором участвовал известный боксёр Кубрат Пулев. Летом того же года выпускает клип на песню Без теб (рус. Без тебя). Певица закончила год с клипом на песню Красива лъжа (рус. Красивая ложь).
В начале 2009 года Андреа запустила новый проект Sahara — международная супергруппа, в которой участвует певица. Группа была сформирована между её румынским музыкантом Кости Ионицэ и Леноксом Брауном. Первая песня трио стала Избирам теб (рус. Я выбираю тебя) для болгарского рынка и Tyalee на международной арене. На английском языке песня выдана румынской компанией Cat Music. В конце лета группа Sahara выпустила свой очередной клип на песню Моята порода (рус. Моя порода), которая является дуэтом с румынским певцом Geo Da Silva. После этого выпустила версию на итальянском языке под названием Bellezza, которая была спродюсирована компанией Cat Music. Sahara выпускала англоязычные песни и занимала чарты во всех румынских телеканалах — Kanal D, Pro TV, Antena 1 и другие. Через 2 месяца появился клип на песню Мен си търсил (рус. Ты искал меня). Летом того же года Андреа выпускает клип на песню Употребена (рус. Использование), на этот раз с дуэтом с Кости Ионицэ, которая стала хитом в Болгарии и за её пределами. В клипе участвовала известная модель Николета Лозанова.

### 2010—2012 гг.: знаменитый хит
В 2010 году Андреа выпускает клип на песню Хайде опа (рус. Давай, опа) который становится хитом в Болгарии и за её пределами и на эту песню делали множество кавер-версии.

### 2013—2015 гг.: прорыв, тур в США
В 2013 году на концерте музыкальной премии телеканала Планета Андреа презентовала свою новую песню Лош герой (рус. Плохой персонаж) и 16 апреля того же года выпустила видеоклип. Эта песня стала хитом и возглавила все национальные чарты.
В 2014 году Андреа одна из первых поп-фолк исполнителей, которая выступала в России вместе с болгарской певицей Преславой на TASHI SHOW в Кремле, спев знаменитую песню Хайде опа.
В 2015 году Андреа отправилась в свой первый тур по городам США вместе со своим бойфрендом Кубратом Пулевым. Андреа представила свою новую песню Universal Love (рус. Универсальная любовь) с известным диджеем Эдвард Майя. Андреа представила песню Секс за ден (рус. Секс на один день) с молодым артистом Фики. В ноябре того же года Андреа официально приостановила соотрудничество с компанией Пайнер. В декабре 2015 года Андреа презентовала клип на песню Полудей, которая была показана на местном телеканале Фен ТВ, и первый её клип, которая не была показана на телеканале Планета. В конце года Андреа представлен новый проект «Passion». Международный проект представляет собой сотрудничество с румынской певицей Отилия, продюсером Кости Ионицэ и всемирно известным рэпером Шэгги.
В июне 2016 года Андреа выпустила англоязычную песню Love is mine.
Сейчас Андреа записывает свой первый англоязычный альбом и планирует покорить международную сцену.

## Личная жизнь
С 2006 года Андреа встречается с известным боксёром Кубратом Пулевым.

## Дискография

### Альбомы
- 2008 — Огън в кръвта / Огонь в крови
- 2009 — Мен си търсил / (Ты) Искал меня
- 2010 — Андреа / Андреа
- 2012 — Лоша / Плохая

### Сборники
- 2010 — Андреа — Best Video Selection / Андреа — Лучшие Видеоклипы